# Kővágó Károly
Kővágó Károly (1906–?) háromszoros magyar bajnok labdarúgó, hátvéd.

## Pályafutása
A Hungária csapatában mutatkozott be az élvonalban. 1928 és 1938 között az Újpest együttesében szerepelt és három bajnoki címet szerzett a csapattal. Az 1931–32-es és az 1932–33-as idényben volt stabil kezdőjátékos.

## Sikerei, díjai
- Magyar bajnokság
  - bajnok: 1929–30, 1930–31, 1932–33
  - 2.: 1931–32, 1933–34
  - 3.: 1926–27, 1928–29